# Add a Friend
Add a Friend es una comedia dramática alemana siendo la serie original de TNT Serie. La serie sigue a un grupo de personas y sus vidas en la red social. Esta es la primera producción alemana producida exclusivamente para la televisión prémium . Se ordenó una primera temporada que constaba de diez episodios. Add a Friend se estrenó el 19 de septiembre de 2012, los miércoles por la noche a las 8:15 p. m.

## Trama
Después de que Felix ( Ken Duken ) sufriera un accidente automovilístico, queda postrado en cama con una complicada fractura en la pierna. Su única ventana al mundo exterior se convierte en su computadora portátil. A través de su red social, se mantiene en contacto con su mejor amigo Tom (Friedrich Mücke) y se pone en contacto con su antigua enamorada de la escuela secundaria, Julia (Friederike Kempter). Luego está la misteriosa chica Vanessa (Emilia Schüle) y los padres de Félix, Gisela (Gisela Schneeberger) y Gerd (Dieter Hollinder), con quienes solo tiene contacto a través de video chat.

## Producción[2]
Tras el anuncio de la primera serie de televisión de Turner Broadcasting System en Alemania, la producción podría ganar al actor Ken Duken , quien es conocido internacionalmente por su actuación en Inglourious Basterds y comenzó a filmar una temporada de 10 episodios en enero de 2012. La producción termina después de casi dos meses a finales de febrero. Christian Lyra y Sebastian Wehlings propusieron la idea y el guion . Tobi Baumann dirigió los primeros diez episodios . Fueron filmados desde enero hasta principios de febrero de 2012 en Bavaria Studios en Múnich. Se encargó una segunda temporada antes de que se emitiera el primer episodio. El rodaje de los diez episodios de la segunda temporada se completó a finales de febrero de 2013.
En junio de 2013, TNT Serie renovó la serie para una última tercera temporada.

## Recepción

### Recepción de la crítica
- “Lo especial es que todo se cuenta a través de conversaciones por Internet. "Add a Friend" es como una obra de cámara moderna en la que las personas que hablan entre sí casi nunca están en la misma habitación. La chica se acerca a Félix por videoconferencia, él participa en la vida de sus padres por videoconferencia, Tom coquetea con la mujer de su jefe por videoconferencia. Esto a veces es fascinante, a veces molesto, al menos innovador. Y también es práctico porque reduce los costos de producción si la trama se reduce en gran medida a personas sentadas frente a las computadoras".[7]

- Add a Friend es único, moderno, valiente, un poco socialmente crítico, y por primera vez logra ilustrar cómo las producciones de series de televisión de pago alemanas pueden destacarse del revoltijo formalizado de las emisoras. Solo por eso vale la pena encenderlo”.[8]

- “Agregar un amigo no reinventa la rueda. Aunque la comunicación en línea parezca innovadora, al final un hangout es solo una conversación. Por lo tanto, para trabajar durante un período de tiempo más largo, se deben encontrar otros medios que puedan mantener al espectador interesado”.[9]